# Золотухинська сільська рада (Локтівський район)
Золоту́хинська сільська рада (рос. Золотухинский сельский совет) — сільське поселення у складі Локтівського району Алтайського краю Росії.
Адміністративний центр — село Золотуха.

## Населення
Населення — 708 осіб (2019; 975 в 2010, 1087 у 2002).

## Склад
До складу сільської ради входять:
| Населений пункт | Населення, осіб (2002) | Населення, осіб (2010) |
| --------------- | ---------------------- | ---------------------- |
| Золотуха, село  | 1087                   | 975                    |
| Роздольне, село | 0                      | 0                      |